# Список возможных спутников Галактики Треугольника
Подгруппа Треугольника — часть Местной группы галактик, состоящая из Галактики Треугольника (M33) и её галактик-спутников. Хотя на данный момент у М33 нет доказанных спутников, но многие карликовые галактики Местной группы, возможно, входят в эту подгруппу.

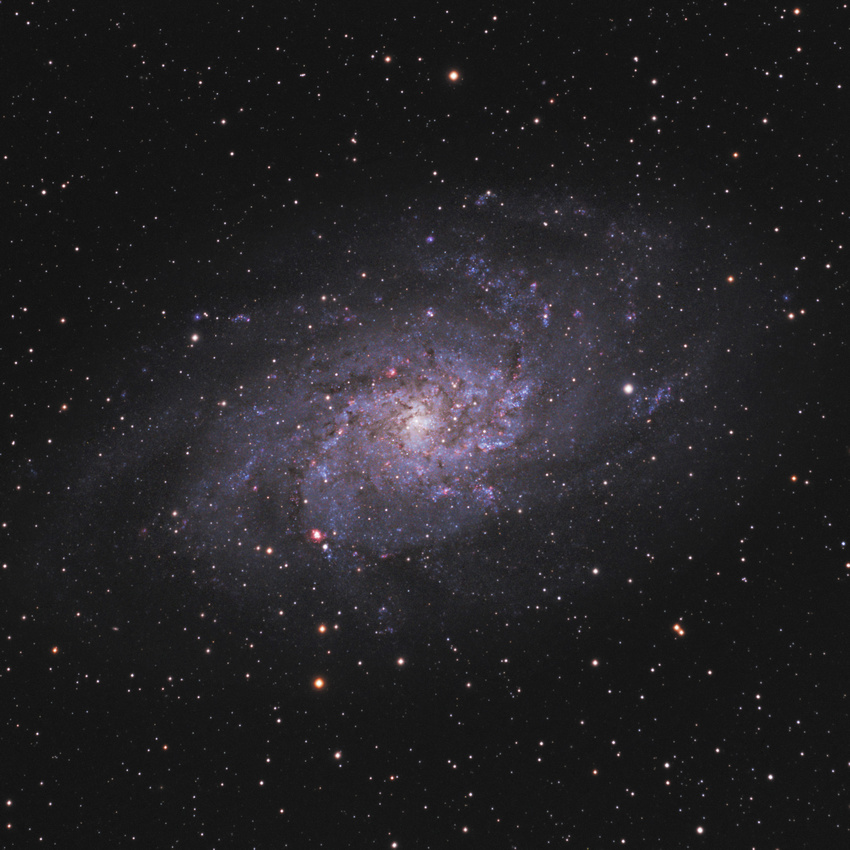
Галактика Треугольника

## Треугольник I (Андромеда XXII, Рыбы VI)
Андромеда XXII расположена гораздо ближе к M33 по проекции, чем к M31 (42 килопарсека (140 тыс. световых лет) против 224 килопарсек (730 тыс. световых лет)). Этот факт позволяет предположить, что она может быть первым спутником Галактики Треугольника (M33), когда-либо обнаруженным. Тем не менее, в настоящее время она числится в каталоге как спутник Галактики Андромеды (M31).

## Карликовая галактика в созвездии Рыб
Карликовая галактика в Рыбах — карликовая неправильная галактика, которая является частью Местной группы. Возможный спутник галактики Треугольника (М33).

## Андромеда II
Андромеда II (And II) — карликовая сфероидальная галактика на расстоянии 2,22 млн световых лет от Солнца в созвездии Андромеды. Она входит в Местную группу галактик и считается галактикой-спутником Галактики Андромеды (M31), но она также расположена близко к Галактике Треугольника (M33), поэтому, не совсем понятно, чей именно она спутник.

## Список галактик в Подгруппе Треугольника
| Название                       | Тип       | Расстояние от Солнца (миллионов световых лет) | Звёздная величина | Год Открытия |
| ------------------------------ | --------- | --------------------------------------------- | ----------------- | ------------ |
| Галактика Треугольника         | SA(s)cd   | 2,77                                          | +6,27             | 1654?        |
| Андромеда II                   | dSph      | 2,13                                          | +13               | 1970         |
| Карликовая в Рыбах             | dIrr/dSph | 2,51                                          |                   | 1676         |
| Треугольник I (Андромеда XXII) | dSph      |                                               |                   | 2009         |